# Kolski zaljev
Kolski zaljev (rus. Кольский залив) ili Murmanski fjord je 57 km dug fjord Barentsovog mora koji se usijeca u sjeverni dio poluotoka Kola. Širok je do 7 km, a dubok 200 do 300 metara. Rijeke Tuloma, Rosta i Kola ulijevaju se u zaljev.
Istočna obala je stjenovita i strmina, a zapadna je relativno ravna. Luke Murmansk i Severomorsk nalaze se na istočnoj strani. Polyarny, glavna baza ruske Sjeverne flote, nalazi se na zapadnoj strani zaljeva.
Poludnevne plime u Murmanskom fjordu visoke su čak 4 metra. Zimi južni dio zaljeva može biti prekriven ledom. Most preko Kolskog zaljeva premošćuje zaljev blizu njegovog južnog kraja.